# Crawford Gallery

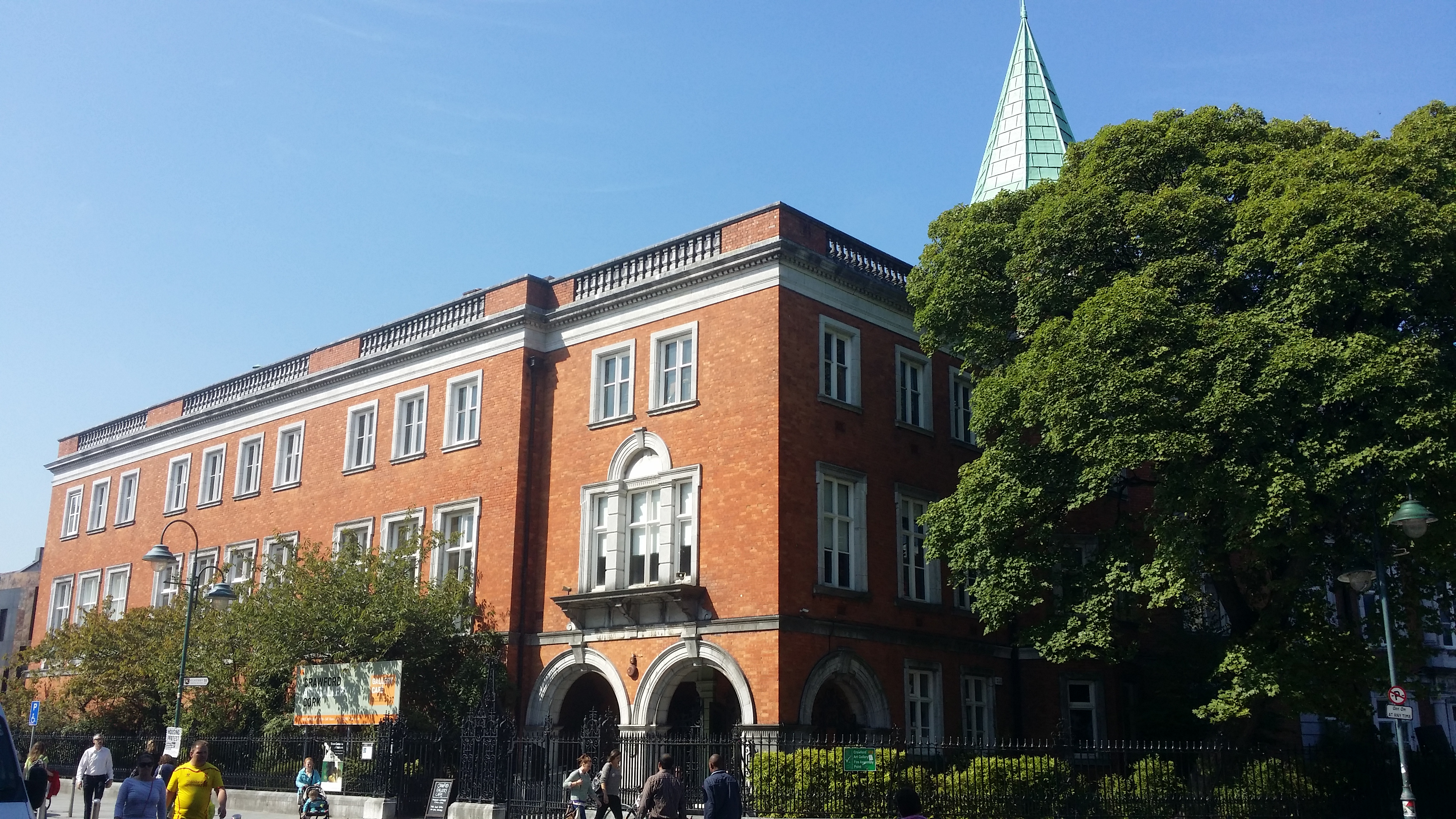

The Crawford Municipal Art Gallery jest publiczną galerią w Corku (Irlandia).
Od 1979 galeria znajduje się w centrum Cork, w budynku, który kiedyś był Budynkiem Celnym, zbudowanym w 1724. Budynek ten był przebudowany i powiększony w 2000 i jest połączeniem stylu georgiańskiego i modernizmu. 
Galeria oferuje stałą ekspozycję sztuki irlandzkiej i europejskiej razem z kolekcją klasycznych greckich i romańskich posągów autorstwa Antonio Canova. Zostały one przywiezione do Corku w 1818 z Watykanu. 
Royal Cork Institute otrzymał je od Stowarzyszenia Sztuk Pięknych w Cork, a które to stowarzyszenie otrzymało je od księcia regenta późniejszego króla Jerzego IV Hanowerskiego. On z kolei otrzymał je od papieża Piusa VII, który zlecił Antonio Canova zrobienie odlewów z figur znajdujących się w Watykanie. 
Galeria posiada także czasowe wystawy, jak również ma działalność edukacyjną oferując różne programy badawcze. 